# Peperomia sclerophylla
Peperomia sclerophylla är en pepparväxtart som beskrevs av William Trelease. Peperomia sclerophylla ingår i släktet peperomior, och familjen pepparväxter. Inga underarter finns listade i Catalogue of Life.